# Henrietta Leyser
Pour les articles homonymes, voir Leyser.
Henrietta Leyser est une historienne anglaise, spécialiste de l'histoire de l'Angleterre médiévale et en particulier du rôle joué par les femmes à cette période. Elle est professeur émérite au St Peter's College (Oxford) à Oxford. Entre autres publications, Leyser a contribué à des biographies de l'Oxford Dictionary of National Biography. Elle est l'épouse de l'historien Karl Leyser et la mère de la biologiste Ottoline Leyser.